# Ngrawoh
Ngrawoh is een bestuurslaag in het regentschap Blora van de provincie Midden-Java, Indonesië. Ngrawoh telt 584 inwoners (volkstelling 2010).